# Cellers de Raïmat
Cellers de Raïmat és una obra de Lleida protegida com a bé cultural d'interès local.

## Descripció
Naus industrials cobertes amb arcs parabòlics de formigó armat i parets mestres. Coberta plana esglaonada i a dues aigües.
Obra vista i il·luminació natural per la coberta a la nau central. Aproximació a l'arquitectura del temple, d'estructura diafragmàtica d'acord amb el tipus del gòtic civil català.